# مقصدهای پروازی اوا ایر
مقصدهای پروازی اوا ایر به شرح زیر است:

## فهرست
|  | قطب              |
|  | شهر کانونی       |
|  | بار              |
|  | Passenger+Cargo  |
|  | مسیرهای آتی      |
|  | مقصدهای متوقف‌شده |